# Luís Figueira
Cet article possède un paronyme, voir Figueira.
Luís Figueira (Né à Almodôvar, Royaume du Portugal, en 1574 ou 1576 - décédé sur l'Île de Marajó en octobre 1643) est un Jésuite portugais des XVIe et XVIIe siècles, missionnaire, linguiste et explorateur au Brésil alors colonie portugaise.

## Biographie
Entré chez les jésuite à Évora le 22 janvier 1592, au terme de sa formation, déjà ordonné prêtre, il est choisi pour la mission au Brésil. En 1602 il arrive au Brésil où il commence à sa familiariser avec la culture et les langues indigènes alors qu'il enseigne au Collège jésuite de Bahia, situé à Salvador et qu'il est chargé de la "Lettre biennale de la Province", rapport de la mission jésuite au Brésil envoyé à Rome au siège de la Compagnie de Jésus.
Le 20 janvier 1607, profitant d'un navire se rendant dans les salines à l'embouchure de la rivière Mossoró, accompagnant Francisco da Costa Pinto il quitte Recife avec l'intention de commencer une nouvelle mission. Le 2 février 1607, ils célèbrent ensemble une première messe sur le territoire de l'état actuel du Ceará, à l'embouchure du fleuve Jaguaribe. Désireux d'explorer un peu plus le territoire ils se rendent dans le Chapada de Ibiapaba et établit le contact avec les Indiens Tabajara. Le 11 janvier 1608, Francisco da Costa Pinto est assassiné dans sa chapelle par des Indiens Tacarijus (Tapuia), victime de la rivalité franco-portugaise dans la région. Luís Figueira lui réussit à s'échapper et retourne à Pernambuco.
En 1610, Luís Figueira devient préfet des études au Collège jésuite d'Olinda et, entre 1612 et 1616, il en est le recteur, après quoi il continua à travailler au Collège jusqu'en 1619, date à laquelle il est désigné supérieur de la mission jésuite auprès des Indiens Caetés, et c'est à cette occasion qu'il commence la rédaction de sa célèbre grammaire de la langue Tupi. En 1621, il retourne à Olinda. Il est alors choisi pour développer les missions jésuites dans l'État du Maranhão.
Luís Figueira accompagné du jésuite sicilien Benedito Amodei arrivent à São Luís 1621 et fondent la mission. Dans la seconde moitié des années 1620, l'administration coloniale décide de donner aux jésuites à Anindiba un terrain situé au centre de l'île de São Luís, où serait fondée une grande ferme, une maison pour les missionnaires, un ermitage, plus tard une église, dédiée à Nossa Senhora da Luz, qui fut le premier édifice en pierre et en chaux de São Luís. Les Jésuites présents dans la mission font l'école aux enfants des colons portugais tout en œuvrant à l'évangélisation des indigènes. La mission se développera avec succès dans les années 1630, et cela malgré un contexte politique et géopolitique tendu (les Hollandais menacent la région).

## Son œuvre

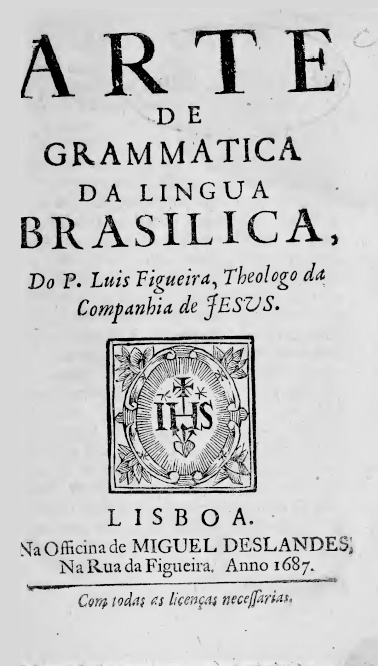
Couverture de l'œuvre.

Luís Figueira est l'auteur d'une des premières grammaires de la langue du peuple Tupi, une langue qu'il apprit grâce à Francisco da Costa Pinto son professeur et mentor mais aussi grâce à ses nombreuses années passées au contact des Potiguaras, Tupinamba, Tabajaras et autre Caetés. Sa grammaire imprimée pour la première fois en 1621 est connue sous l’appellation : Arte da Lingua Brasilica.